# آيت احمد وأسعيد (بني تادجيت)
آيت احمد وأسعيد هي إحدى مشيخات المملكة المغربية، تتبع جغرافيا لإقليم فكيك وإداريًا لبني تادجيت. يقدر عدد سكانها بـ 1686 نسمة حسب الإحصاء الرسمي للسكان والسكنى لسنة 2004.